# Провулок Сергія Кулжинського (Житомир)
Прову́лок Сергія Кулжинського  — провулок у Богунському районі Житомира. Названий на честь українського військового діяча, генерала-хорунжого Армії УНР Сергія Кулжинського, командира 1-ї окремої Волинської кінної бригади, викладача Юнацької школи «Червоної калини» в Житомирі.

## Розташування
З'єднує вулиці Зелену та Митрополита Андрея Шептицького у напрямку на північний схід, паралельно до провулку Тараса Сенюка.
Довжина провулка — 170 метрів.

## Історія
До 19 лютого 2016 року називався 5-й Червоноармійський провулок. Відповідно до розпорядження Житомирського міського голови від 19 лютого 2016 року № 112 «Про перейменування топонімічних об'єктів та демонтаж пам'ятних знаків у м. Житомирі», перейменований на провулок Сергія Кулжинського.